# Falácias da computação distribuída
As falácias da computação distribuída são um conjunto de afirmações feitas por L Peter Deutsch e outros na Sun Microsystems descrevendo suposições falsas que programadores novos em aplicações distribuídas invariavelmente fazem.

## As falácias
As falácias originalmente listadas são
1. The network is reliable;
2. Latency is zero;
3. Bandwidth is infinite;
4. The network is secure;
5. Topology doesn't change;
6. There is one administrator;
7. Transport cost is zero;
8. The network is homogeneous;